# L'Exil et le Royaume (film)
Pour l’article homonyme, voir L'Exil et le Royaume.
Pour plus de détails, voir Fiche technique et Distribution.
L'Exil et le Royaume est un documentaire français réalisé par Jonathan Le Fourn et Andreï Schtakleff. Il a été tourné à Calais de février 2004 à novembre 2007. Sa date de sortie en salles n'est pas encore connue bien qu'il soit disponible en DVD aux Éditions L'Harmattan.

## Synopsis
Le film s'intéresse aux populations qui se croisent à Calais.

## Fiche technique
- Titre : L'Exil et le Royaume
- Réalisation : Andreï Schtakleff et Jonathan Le Fourn
- Production : Gaëlle Jones et Marie-Odile Gazin
- Montage : Alexandra Mélot
- Montage son : Josefina Rodriguez
- Étalonnage : Isabelle Laclau
- Mixage : Emmanuel Croset
- Format : couleur - 4/3 – 5.1
- Première présentation : 4 septembre 2008 (Mostra de Venise)

## Distribution
- Thierry & Fred : Thierry Devienne et Frédéric Sablon
- Maria : Marie-Noëlle Guès
- Le narrateur : Paul Daviot
- Moustache : Charles Frammezelle
- Le fossoyeur : Christophe Hazeldine
- Mandi : Moradzade Mohamad Shah
- Gazi : Ludovit Gazik
- Le légionnaire : Franck Couvelard
- Bertolt Brecht : Abdi
- La femme seule : Nathalie Thomas

## Distinctions
- 65e Mostra de Venise
- 23e Entre vues de Belfort
- FICCO 2009
- Grand prix des Écrans documentaires 2008
- Cinéma du réel 2009
- Indielisboa 2009
- Crossing Europe Film Festival Linz 2009 (officiel )
- Festival façon de voir
- Les rencontres du cinéma documentaire
- Festival les inattendus